# ماتیاس آبرو
ماتیاس آبرو (انگلیسی: Mathías Abero؛ زادهٔ ۹ آوریل ۱۹۹۰) بازیکن فوتبال اهل اروگوئه است.
از تیم‌هایی که در آن بازی کرده‌است می‌توان به بولونیا، باشگاه فوتبال ناسیونال اروگوئه و باشگاه فوتبال آولینو، باشگاه فوتبال ناسیونال اروگوئه و تیم ملی فوتبال اروگوئه اشاره کرد.
وی همچنین در تیم‌های ملی فوتبال Uruguay U17 Uruguay U-22 Uruguay U23 بازی کرده‌است.